# ازویزدان اسوتکوویچ
ازویزدان اسوتکوویچ (کرواتی: Zvjezdan Cvetković؛ ۱۸ آوریل ۱۹۶۰ – ۲۷ فوریهٔ ۲۰۱۷) بازیکن سابق یوگسلاو و مربی فوتبال اهل کرواسی-صربستان بود.
از باشگاه‌هایی که در آن بازی کرده‌است می‌توان به باشگاه فوتبال آسکولی و باشگاه فوتبال دینامو زاگرب اشاره کرد.
وی همچنین در تیم ملی فوتبال یوگسلاوی بازی کرده‌است.